# Uwe Peschel
Uwe Peschel (ur. 4 listopada 1968 w Berlinie Wschodnim) – niemiecki kolarz szosowy, mistrz olimpijski oraz sześciokrotny medalista szosowych mistrzostw świata.

## Kariera
Pierwszy sukces w karierze Uwe Peschel osiągnął w 1990 roku, kiedy wspólnie z Maikiem Landsmannem, Uwe Berndtem i Falkiem Bodenem zajął drugie miejsce w drużynowej jeździe na czas na mistrzostwach świata w Utsunomiya. W tej samej konkurencji zdobył jeszcze trzy medale mistrzostw świata: srebrne na MŚ w Stuttgarcie (1991) i MŚ w Oslo (1993) oraz brązowy podczas MŚ w Agrigento (1994). Ponadto na igrzyskach olimpijskich w Barcelonie w 1992 roku wspólnie z Bernden Dittertem, Christianem Meyerem i Michaelem Richem był w tej konkurencji najlepszy. Na mistrzostwach świata w Duitamie w 1995 roku wywalczył indywidualnie srebrny medal, ulegając jedynie dwóm Hiszpanom: Miguelowi Indurainowi i Abrahamowi Olano, a podczas mistrzostw świata w Hamilton w 2003 roku indywidualnie zajął drugie miejsce za Michaelem Rogersem z Australii. Poza tym zwyciężył między innymi w Steiermark Rundfahrt w 1994 roku, Bayern Rundfahrt w 1996 roku, Chrono des Nations w latach 1997 i 2002 oraz w Drei-Länder-Tour w 2002 roku. Dwukrotnie startował w Tour de France i raz we Vuelta a España, ale sukcesów nie osiągnął. Kilkakrotnie zdobywał medale szosowych mistrzostw kraju, w tym cztery złote.
Jego ojciec Axel Peschel również był kolarzem.